# Битва при Абу-Клеа
Битва при Абу-Клеа или Битва при Абу-Тулайе (англ. Battle of Abu Klea) — сражение, произошедшее 16—18 января 1885 года в Абу-Клеа (Судан) между британским экспедиционным отрядом так называемой «Пустынной колонной» или «Верблюжьим корпусом» и войсками махдистов.

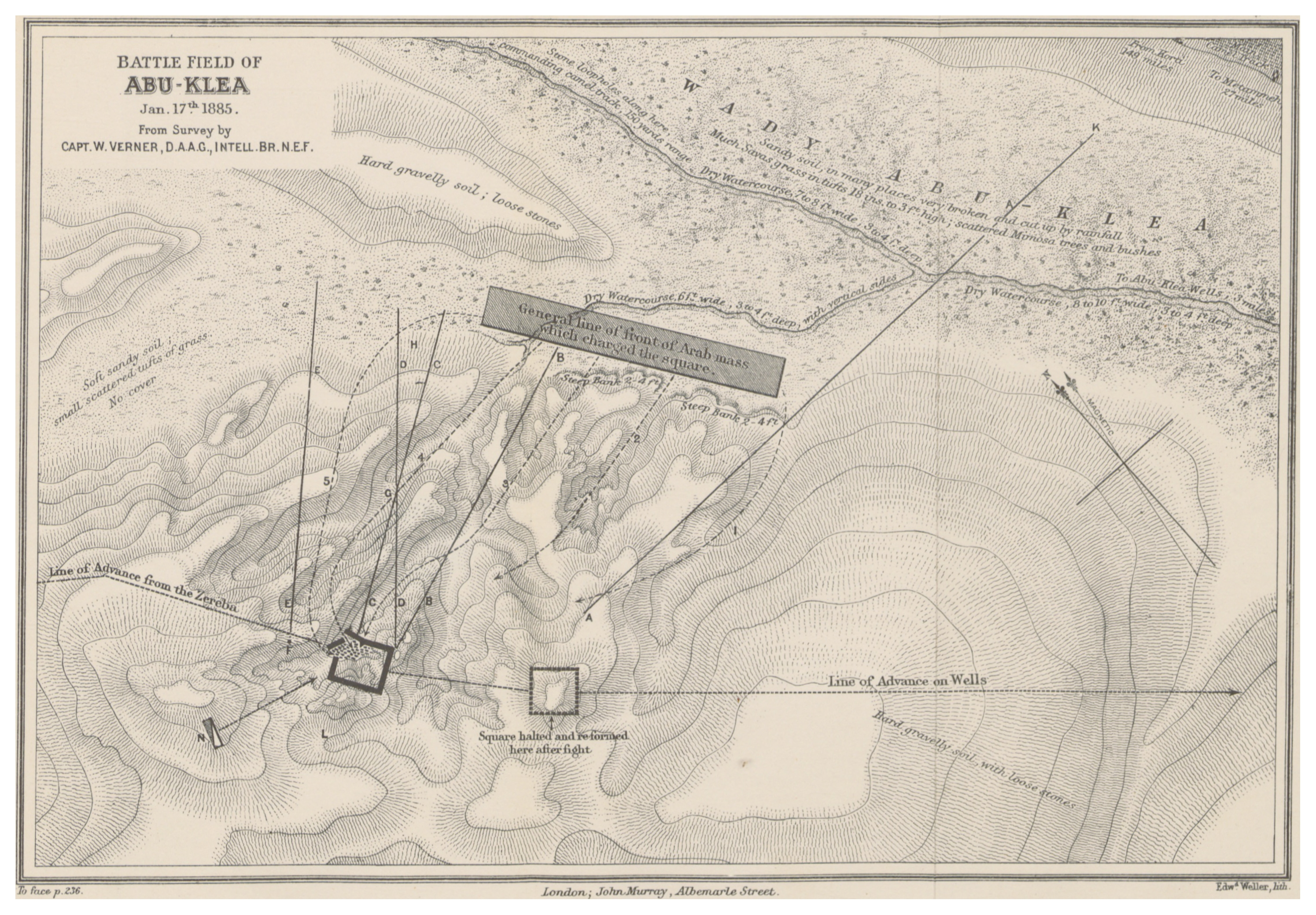
Карта сражения

«Пустынная колонна», численностью до 1400 штыков, под командованием Герберта Стьюарта 30 декабря 1884 года выступила из суданского города Корти; её задача состояла в том, чтобы, перейдя пустыню, совместно с двигавшимися на судах по Нилу британскими силами Гарнета Вулзли деблокировать египетский отряд под командованием британского генерала Чарльза Гордона, осаждённый в Хартуме махдистами. У колодцев Абу-Клеа британцев встретило войско махдистов. Поскольку было уже очень поздно, британцы разбили лагерь. Ночью раздавались отдельные выстрелы, но в остальном обе стороны провели ночь спокойно. 
В 10 часов утра 17 января генерал Стюарт приказал сформировать каре и наступать на противника. Британцы построились в каре, один фас которого был усилен орудиями, а другой — пулемётом системы Гарднера, который обслуживали военные моряки. Стюарт продвинулся на две мили, находясь под шквальным огнем со всех сторон. Пулемёт после нескольких очередей отказал, и махдисты прорвались внутрь британского каре. Однако их отбросили два эскадрона британской верблюжьей кавалерии, и каре было восстановлено. Сражение продолжалось лишь около часа. На поле боя британцы насчитали 1100 трупов павших махдистов.
Британцы одержали победу, но сил у них оставалось мало, так как отряд потерял десять процентов своей численности. Верблюжий корпус продолжал наступать на Метемме и 19 января был атакован у Губата. Стюарт был смертельно ранен и передал командование сэру Чарльзу Уилсону. Он достиг Хартума через два дня после падения города. 